# Eucereon minus
Eucereon minus är en fjärilsart som beskrevs av Rothschild 1912. Eucereon minus ingår i släktet Eucereon och familjen björnspinnare. Inga underarter finns listade i Catalogue of Life.